# Densitat de càrrega
|  | Per a altres significats, vegeu «densitat (desambiguació)». |

La densitat de càrrega lineal, superficial o volúmica és la quantitat de càrrega elèctrica que hi ha en una línia, superfície o un volum. Es mesura en coulombs per metre (C/m), metre quadrat (C/m²) o metre cúbic (C/m³). Com que hi ha càrregues positives i negatives, la densitat de càrrega també podrà prendre valors negatius. De la mateixa manera que qualsevol altra densitat pot dependre de la posició. Cal no confondre la densitat de càrrega amb la densitat de portadors de càrrega. Com en química, cal referir-se a la distribució de càrrega en funció del volum de la partícula, molècula o àtom. Per tant, un catió de liti transportarà més densitat de càrrega que un catió de sodi a causa del seu menor radi iònic.

## Densitat de càrrega clàssica

### Càrregues contínues
La integral de la densitat de càrrega {\displaystyle \alpha _{q}(\mathbf {r} )}, {\displaystyle \sigma _{q}(\mathbf {r} )}, {\displaystyle \rho _{q}(\mathbf {r} )} sobre una línia {\displaystyle l}, superfície {\displaystyle S}, o volum {\displaystyle V}, és igual a la càrrega total {\displaystyle Q} de la regió:
{\displaystyle Q=\int \limits _{L}\alpha _{q}(\mathbf {r} )dl},
{\displaystyle Q=\int \limits _{S}\sigma _{q}(\mathbf {r} )dS},
{\displaystyle Q=\int \limits _{V}\rho _{q}(\mathbf {r} )\,\mathrm {d} V.}
Aquesta relació defineix la densitat de càrrega matemàticament. Noteu que els símbols utilitzats per indicar les diferents dimensions de densitat de càrrega varien entre els camps d'estudi. Altres notacions habituals són {\displaystyle \lambda }, {\displaystyle \sigma }, {\displaystyle \rho }; o {\displaystyle \rho _{l}}, {\displaystyle \rho _{s}}, {\displaystyle \rho _{v}} per (C/m), (C/m²) i (C/m³).

### Densitat de càrrega homogènia
Per al cas especial de la densitat de càrrega homogènia, on serà independent de la posició, igual a {\displaystyle \rho _{q,0}} l'equació se simplificarà a:
{\displaystyle Q=V\cdot \rho _{q,0}}
La demostració d'això és simple. Començant amb la definició de càrrega de qualsevol volum:
{\displaystyle Q=\int \limits _{V}\rho _{q}(\mathbf {r} )\,\mathrm {d} V}
Llavors, per definició de l'homogeneïtat, {\displaystyle \rho _{q}(\mathbf {r} )} és una constant que podem indicar com {\displaystyle \rho _{q,0}} per diferenciar la forma constant de la que no ho és, i utilitzant les propietats de les integrals podem treure-la fora, resultant:
{\displaystyle Q=\rho _{q,0}\int \limits _{V}\,\mathrm {d} V}
Un cop més, utilitzant les propietats de les integrals tenim:
{\displaystyle \int \limits _{V}\,\mathrm {d} V} = {\displaystyle V}
Per tant, mitjançant substitució tenim:
{\displaystyle \rho _{q,0}\int \limits _{V}\,\mathrm {d} V} = {\displaystyle V\cdot \rho _{q,0}}
Que porta a:
{\displaystyle Q=V\cdot \rho _{q,0}}
Que és precisament el resultat mencionat més amunt per la densitat de càrrega d'un volum. El resultat equivalent per una densitat de càrrega lineal o superficial segueix els mateixos arguments.

### Càrregues discretes
Si la càrrega a una regió equival a {\displaystyle N} càrregues puntuals discretes, idèntiques a un portador de càrrega com l'electró, la densitat de càrrega pot ser expressada per mitjà de l'equació delta de Dirac, per exemple, la densitat de càrrega a un volum és:
{\displaystyle \rho _{q}(\mathbf {r} )=\sum _{i=1}^{N}q_{i}\cdot \delta (\mathbf {r} -\mathbf {r} _{i}).}
On {\displaystyle q_{i}} és la càrrega i {\displaystyle \mathbf {r} _{i}} la posició del portador de càrrega {\displaystyle i}èsim. Si totes les càrregues tenen el mateix valor de càrrega {\displaystyle q} (pel cas dels electrons {\displaystyle q=-e}), la densitat de càrrega pot ser expressada a través de la densitat dels portadors de càrrega
{\displaystyle n(\mathbf {r} )}:
{\displaystyle \rho _{q}(\mathbf {r} )=q\cdot \sum _{i=1}^{N}\delta (\mathbf {r} -\mathbf {r} _{i})=q\cdot n(\mathbf {r} )}
De la mateixa manera, les equacions equivalents per a la densitat de càrrega lineal i superficial segueixen directament les relacions anteriors.

## Densitat de càrrega quàntica
En mecànica quàntica, la densitat de càrrega està relacionada amb la funció d'ona {\displaystyle \psi (\mathbf {r} )} per mitjà de l'equació:
{\displaystyle \rho _{q}(\mathbf {r} )=q\cdot |\psi (\mathbf {r} )|^{2}}
quan es normalitza la funció d'ona com
{\displaystyle Q=q\cdot \int |\psi (\mathbf {r} )|^{2}\,d\mathbf {r} }

## Aplicació
La densitat de càrrega apareix a l'equació de continuïtat que es deriva de les equacions de Maxwell dins la teoria de l'electromagnetisme.